# Masseter

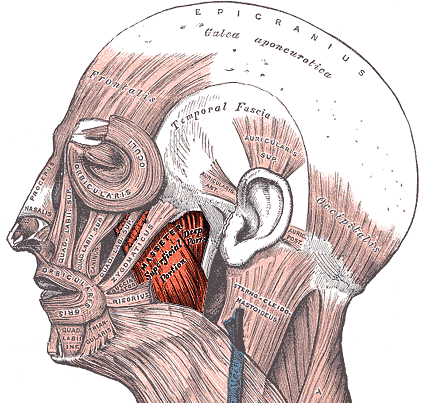
Masséter em destaque (vermelho)

Masseter é um músculo de grande espessura, quadrilátero, que se estende do arco zigomático à face lateral do ramo da mandíbula. É composto por duas partes ou feixes:
- Um ântero-lateral (superficial), e outro
- póstero-medial.

## Generalidades
Está localizado na porção lateral da mandibula e é inervado pelo nervo trigêmeo.
Em caso de disfunção da articulação temporomandibular (ATM), este músculo pode apresentar-se hipertrofiado em um ou nos dois lados da face, causando muito desconforto ao paciente.

## Irrigação e inervação
É irrigado em sua porção superficial pela artéria masseteriana inferior superficial, ramo do artéria facial, e em sua porção profunda pela artéria masseteriana superior profunda, ramo da artéria maxilar. Sua inervação é o nervo masseteriano, proveniente do ramo mandibular do nervo trigêmio (v3).

## Inserções

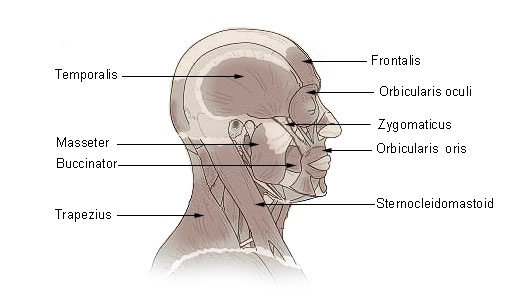
Esquema mostrando o músculo masseter e demais músculos do crânio

### Feixe superficial
O feixe superficial, mais volumoso e importante, sai em forma de lâmina tendínea da margem inferior do arco zigomático, no seu setor zigomático;  daí nascem fibras carnosas que, com obliquidade ínfero-posterior, vão terminar na parte lateral do ramo da mandíbula, nas proximidades de seu ângulo, de forma direta ou por meio de fibras tendíneas.

### Feixe profundo
O feixe profundo origina-se em forma de fibras carnosas diretas ou tendíneas na face medial da parte temporal do arco zigomático ou na fáscia do músculo temporal, onde se confunde com seu feixe posterior. Daí as fibras têm direção ínfero-anterior e são separadas, no início do feixe superficial por um pequeno espaço triangular; a seguir ficam encoberto pelo feixe superficial até sua inserção terminal na face lateral do ramo da mandíbula. Nesta inserção elas se encontram isoladas ou parcialmente confundidas com o feixe superficial. Ambos os fascículos são separados, em sua parte posterior, por um tecido conjuntivo frouxo, interpretado por alguns autores como bolsa serosa.
Em algumas dissecações, as fibras mais posteriores do masseter provêm da cápsula e do disco da articulação temporo-mandibular.

## Ação
É levantador da mandíbula; o feixe superficial traciona a mandíbula supero-anteriormente, enquanto as fibras profundas a movem para cima e ligeiramente para trás. O trismo (contração tônica músculos da mastigação) dificulta-se em processos inflamatórios da região da mastigação. É um sintoma característico do tétano.

## Fáscia massetérica
A face lateral do músculo masseter é coberta por um fáscia bastante resistente e de forma retangular, que envia traves fibrosas para o interior dos corpos musculares. Na frente, atrás e embaixo fixa-se nas margens do corpo e do ramo da mandíbula; acima insere-se no osso zigomático. Tal disposição permite a formação de uma loja osteofascial aberta e apenas no nível da incisura da mandíbula, através da qual há comunicação com a fossa infratemporal.

### Parte coronoide do masseter
A parte coronóide do masseter é uma camada muscular proposta ser chamada de "Musculus masseter pars coronidea". A camada muscular vai da parte de trás da maçã do rosto até o processo muscular anterior da mandíbula. Esta seção profunda do músculo masseter é distinguível das duas outras camadas em termos de seu curso e função. Com base no arranjo das fibras musculares, a camada muscular provavelmente ajuda a estabilizar a mandíbula ao "elevar e retrair" o processo coronoide e a camada muscular é a única parte do masseter que pode puxar o osso maxilar para trás.